# Russell (Minnesota)
Russell és una població dels Estats Units a l'estat de Minnesota. Segons el cens del 2000 tenia 371 habitants.

## Demografia
Segons el cens del 2000, Russell tenia 371 habitants, 157 habitatges, i 105 famílies. La densitat de població era de 160,9 habitants per km².
Dels 157 habitatges en un 33,8% hi vivien nens de menys de 18 anys, en un 56,1% hi vivien parelles casades, en un 5,7% dones solteres, i en un 33,1% no eren unitats familiars. En el 25,5% dels habitatges hi vivien persones soles el 14% de les quals corresponia a persones de 65 anys o més que vivien soles. El nombre mitjà de persones vivint en cada habitatge era de 2,36 i el nombre mitjà de persones que vivien en cada família era de 2,9.
Per edats la població es repartia de la següent manera: un 25,1% tenia menys de 18 anys, un 9,2% entre 18 i 24, un 29,4% entre 25 i 44, un 16,2% de 45 a 60 i un 20,2% 65 anys o més.
L'edat mediana era de 35 anys. Per cada 100 dones de 18 o més anys hi havia 95,8 homes.
La renda mediana per habitatge era de 32.045 $ i la renda mediana per família de 39.000 $. Els homes tenien una renda mediana de 32.188 $ mentre que les dones 21.406 $. La renda per capita de la població era de 14.767 $. Entorn del 6,1% de les famílies i el 9,8% de la població estaven per davall del llindar de pobresa.

## Poblacions més properes
El següent diagrama mostra les poblacions més properes.